# Bački Jarak
Bački Jarak (serbisch-kyrillisch Бачки Јарак, ungarisch Jármos, deutsch Jarek) ist ein Ort im Okrug Južna Bačka in  der Vojvodina in Serbien.  Er gehört zur Stadt Temerin in der autonomen Provinz Vojvodina. Bački Jarak hat eine serbische Bevölkerungsmehrheit, seine Einwohnerzahl bei der Volkszählung 2002 betrug 6.049 Personen.

## Name
Der Name der Gemeinde lautet auf Serbisch und Kroatisch Bački Jarak (Бачки Јарак), manchmal auch Mali Jarak (Мали Јарак) und Jarak (Јарак); auf Deutsch Jarek, Batschki Jarak oder Jarmosch; auf Ungarisch Jármos oder Tiszaistvánfalva.
Der Name kommt vom serbischen Wort „jarak“ (deutsch „Graben“), das Adjektiv „bački“ weist auf die Region Batschka hin.

## Geschichte

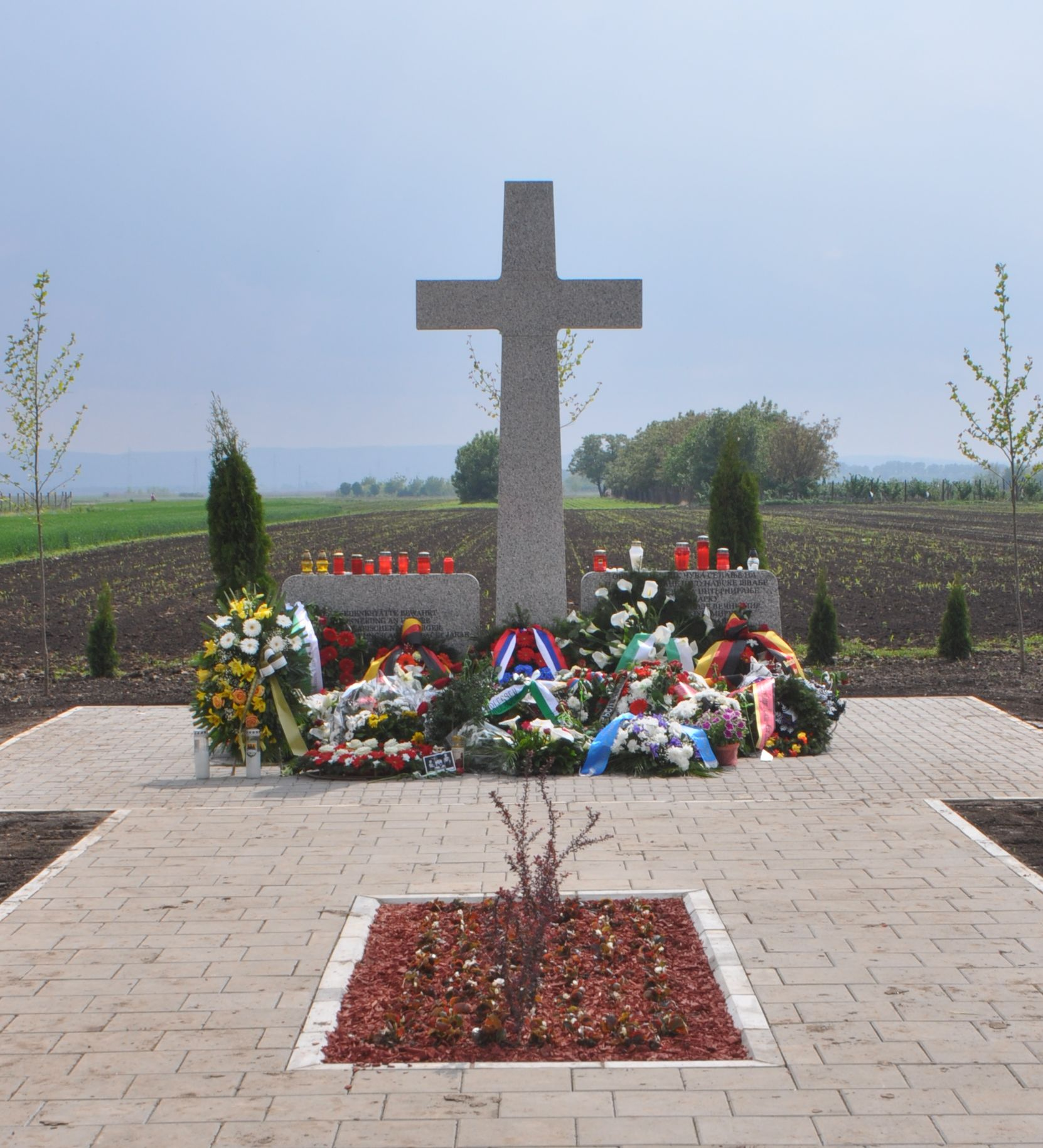
Gedenkstätte für die 7000 Toten des Internierungslagers Bački Jarak, errichtet am 6. Mai 2017 vom Bundesverband der Landsmannschaft der Donauschwaben

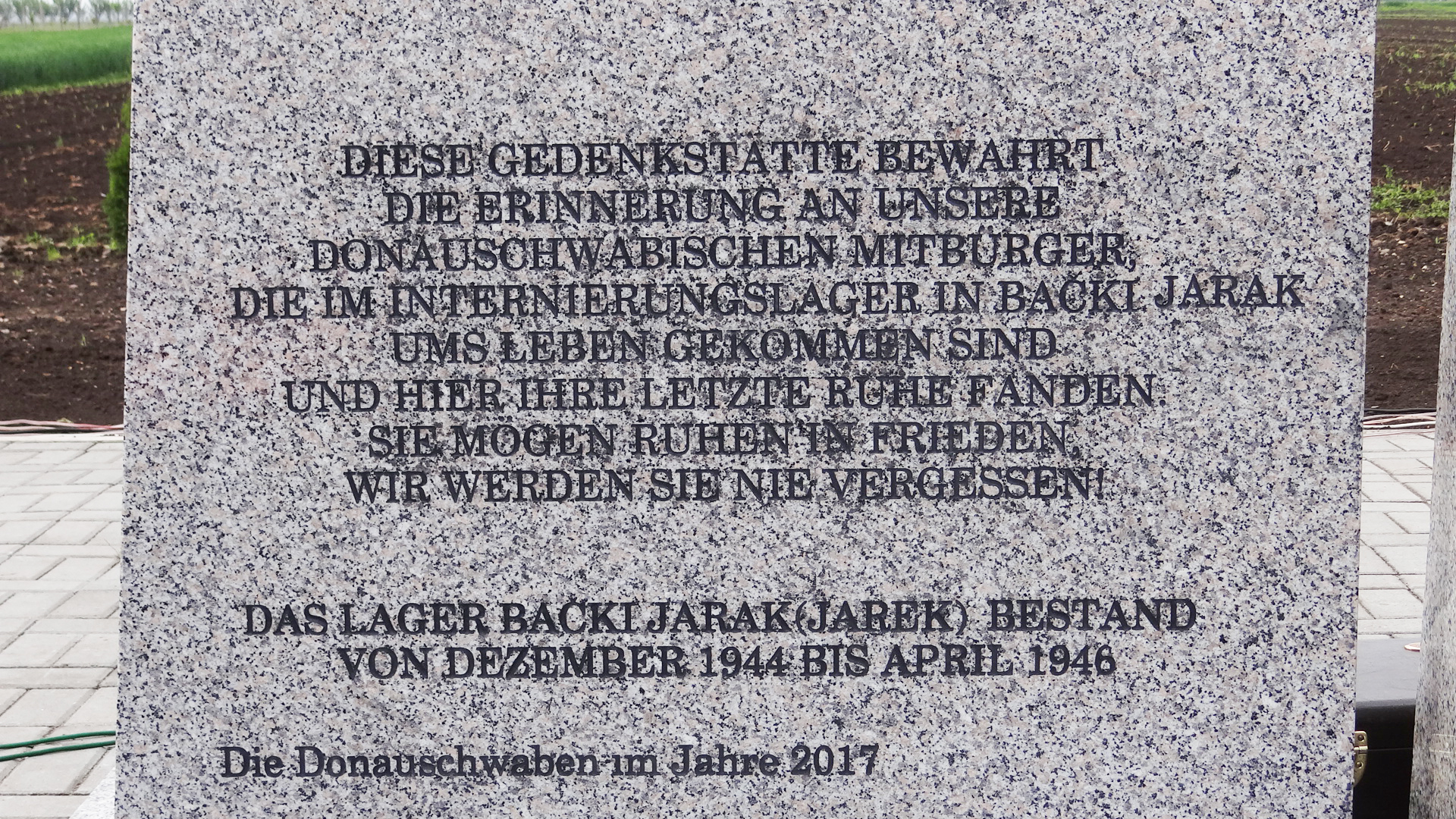
Deutscher Text an der Gedenkstätte Bački Jarak

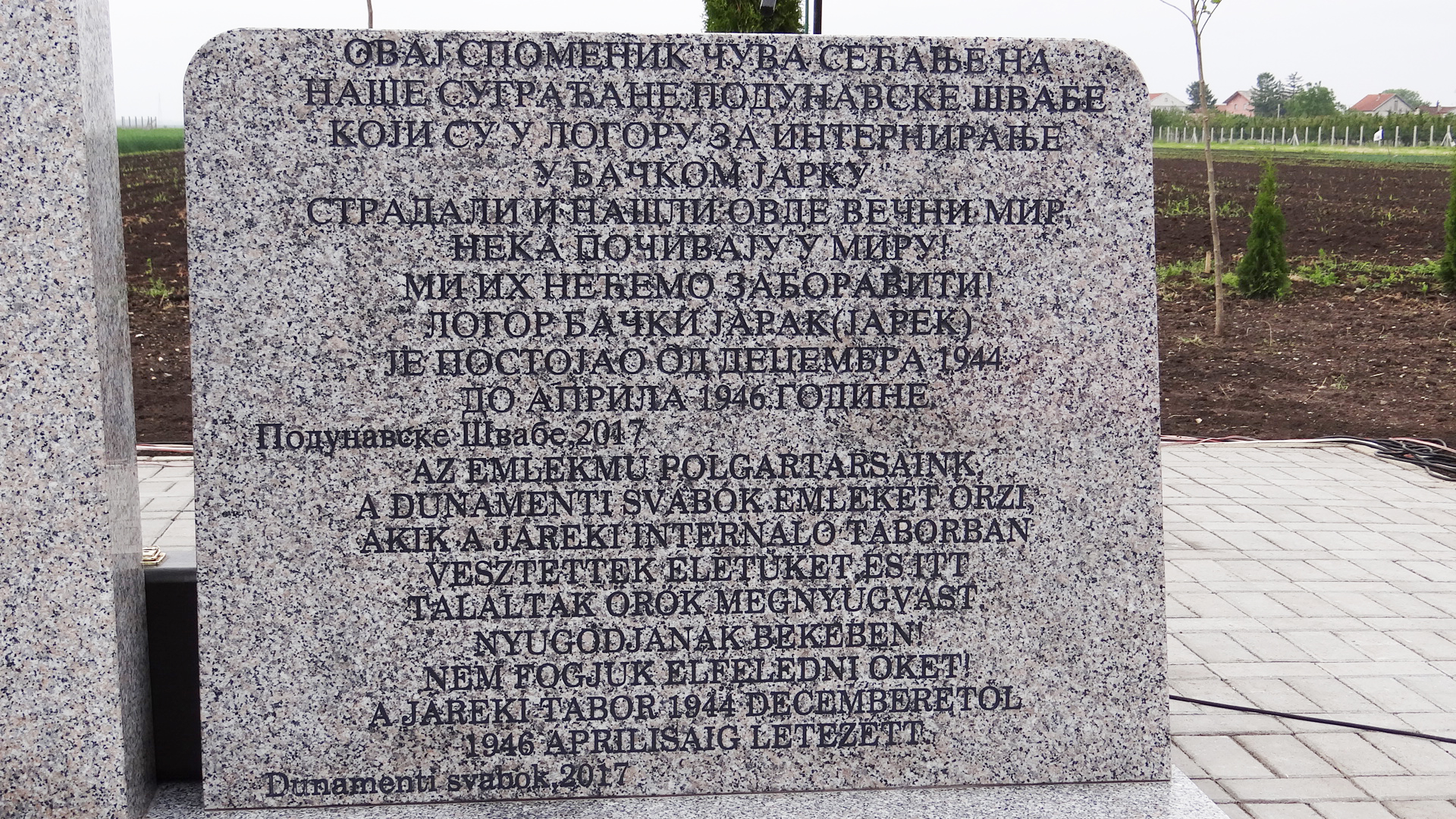
Serbischer Text an der Gedenkstätte Bački Jarak

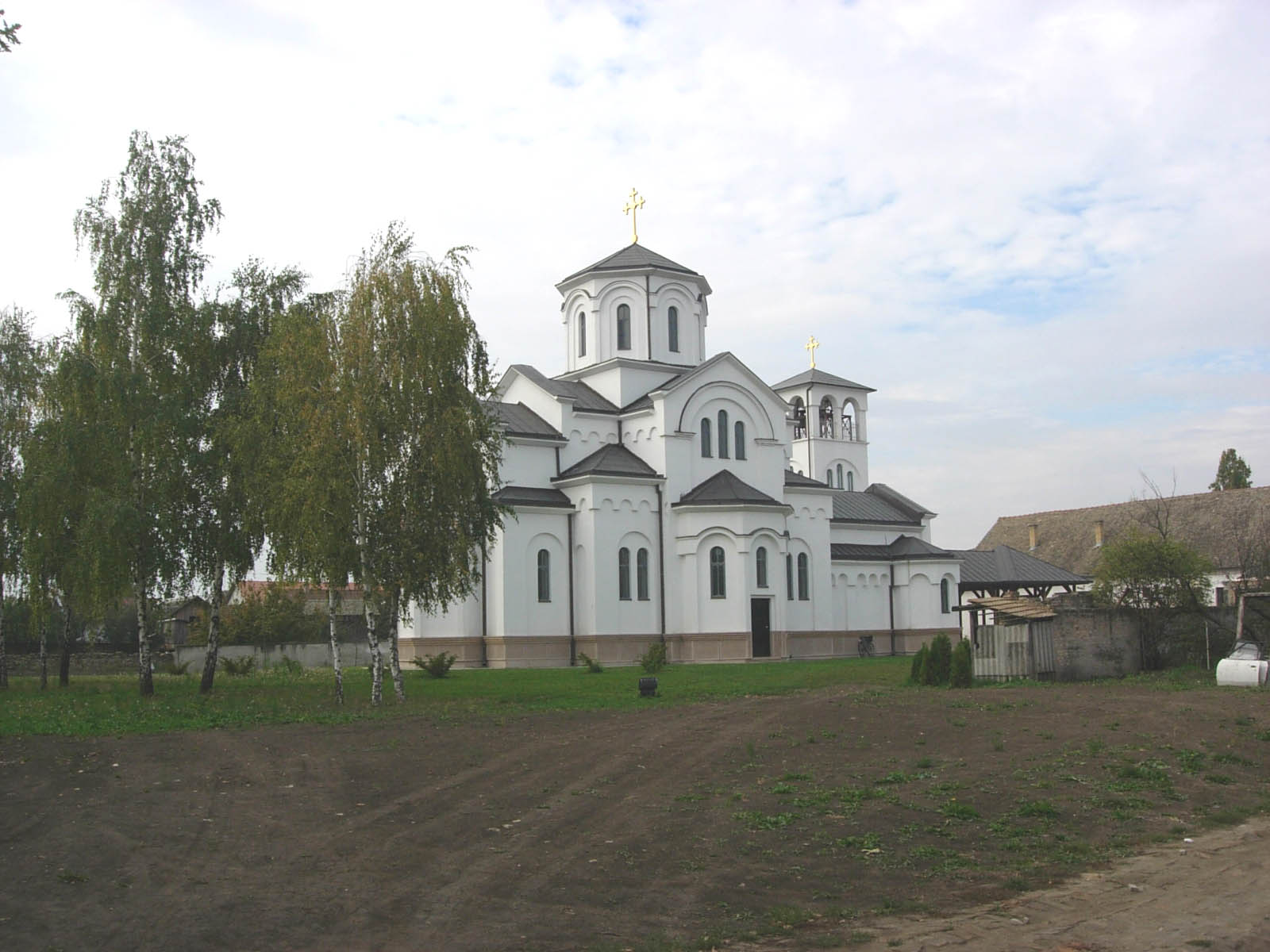
Die neue orthodoxe Kirche

Von 1267 bis 1522 wird ein Gutshof mit dem Namen „Ireg“ (bedeutete Schanze oder Graben) mehrfach in Urkunden erwähnt. 1787 wird in der Nähe von 80 Familien mit ca. 300 Personen das Dorf Jarek als letzte der sieben Josephinischen Siedlungen gegründet. Die Siedler kamen während des dritten „Schwabenzuges“ (1782–1787) vorwiegend aus dem süddeutschen Raum, aus Hessen, der Kurpfalz, der Pfalz, dem Elsass und aus Baden und Württemberg. 1796 wurden Temerin und Jarek von den Grafen Nikolaus und Alexander Szecheny für 80.000 Gulden gekauft. Am 31. August 1848 wurde Jarek von Aufständischen angezündet und brannte völlig ab, nur die Außenmauern der Kirche blieben stehen. In den Folgejahren wurde der Ort wieder aufgebaut. Anfang des 20. Jahrhunderts lebten in Jarek mehr als 2000 Deutsche, 47 Ungarn und zwei Serben.
Am 7. und 8. Oktober 1944 floh als Folge der Kriegsentwicklung fast die gesamte Bevölkerung mit Pferdewagen und auf Lastwagen der abziehenden deutschen Wehrmacht zurück in die alte Heimat.

### Lager Jarek
In dem von seinen Bewohnern verlassenen Dorf wurde im Dezember 1944 ein Internierungslager eingerichtet. Vom 4. Dezember 1944 bis zu der Auflösung des Lagers im April 1946 waren hier zwischen 15.000 und 17.000 Menschen interniert, vorwiegend deutsche Donauschwaben und Ungarn. Ungefähr 7.000 von ihnen verloren durch Hunger, Krankheiten und Ermordung durch die Partisanen Titos ihr Leben und wurden in Massengräbern verscharrt. Seit 2017 erinnert eine Gedenkstätte an dieses Verbrechen und an ihr Schicksal.

### Heimatortsgemeinschaft
Nach der Flucht im Jahr 1944 wurden die Jareker in alle Welt zerstreut. Die meisten wurden in Deutschland und Österreich wieder sesshaft. Um die Verbindung untereinander und die Erinnerung an die Donauschwäbische Heimat zu erhalten, wurden bald nach dem Krieg die Heimatortsgemeinschaft Jarek gegründet, vertreten durch einen Ortsausschuss, der sich regelmäßig trifft. Um den ehemaligen Jarekern wieder einen Ort zu geben, an dem sie sich treffen können, übernahm die Gemeinde Beuren in Baden-Württemberg im Jahr 1987 die Patenschaft für die ehemalige Gemeinde Jarek. Am Eingang zum neuen Friedhof wurde ein „Jareker Platz“ mit Brunnen und Gedenkstein angelegt, einmal im Jahr findet in Beuren ein Jareker-Treffen statt.
Magdalena Müller, die Großmutter des österreichischen Bundeskanzlers Sebastian Kurz, stammt aus Jarek und wurde bei Kriegsende mit ihrer Familie vertrieben.

## Einwohner

### Einwohnerzahlen
| Jahr      | 1891  | 1900  | 1948  | 1953  | 1961  | 1971  | 1981  | 1991  | 2002  | 2010  |
| --------- | ----- | ----- | ----- | ----- | ----- | ----- | ----- | ----- | ----- | ----- |
| Einwohner | 2.326 | 2.173 | 2.438 | 2.544 | 3.362 | 3.858 | 5.396 | 5.426 | 6.049 | 6.596 |

### Bevölkerungsgruppen
(Volkszählung 2002)